# Кандой
Кандой (порт. Candói) — муниципалитет в Бразилии, входит в штат Парана. Составная часть мезорегиона Юго-центральная часть штата Парана. Входит в экономико-статистический микрорегион Гуарапуава. Население составляет 15 315 человек на 2006 год. Занимает площадь 1512,768 км². Плотность населения — 10,1 чел./км².
Праздник города — 27 августа.

## История
Город основан 27 августа 1990 года.

## Статистика
- Валовой внутренний продукт на 2003 год составляет 180 908 289,00 реалов (данные: Бразильский институт географии и статистики).
- Валовой внутренний продукт на душу населения на 2003 год составляет 12 226,01 реалов (данные: Бразильский институт географии и статистики).
- Индекс развития человеческого потенциала на 2000 год составляет 0,712 (данные: Программа развития ООН).

## География
Климат местности: субтропический. В соответствии с классификацией Кёппена, климат относится к категории Cfb.